# Шестаков, Архип Андреевич
Архи́п Андре́евич Шестако́в (3 марта 1924, Лямца, Онежский уезд, Архангельская губерния — 16 февраля 1989, Ленинград) — лейтенант Советской Армии, участник Великой Отечественной войны, Герой Советского Союза (1944). Командир взвода 158-го гвардейского стрелкового полка 51-й гвардейской стрелковой дивизии 6-й гвардейской армии 1-го Прибалтийского фронта.

## Биография
Родился 3 марта 1924 года в деревне Лямца Онежского уезда Архангельской губернии (ныне Онежского района Архангельской области) в семье крестьянина. Русский. Член КПСС с 1956 года. Окончил два курса Архангельского морского техникума (ныне — Арктический морской институт имени В. И. Воронина).
В Красной Армии с августа 1942 года, в действующей армии с марта 1943 года. В 1944 году окончил курсы младших лейтенантов.
25 июня 1944 года в числе первых переправился в районе деревни Балбечье (Бешенковичский район Витебской области) через реку Западная Двина. Взвод захватил траншеи неприятеля и отразил контратаку, дав возможность основным силам полка форсировать реку.
Указом Президиума Верховного Совета СССР от 22 июля 1944 года за умелое командование взводом в бою, за беспримерное мужество и стойкость гвардии младшему лейтенанту Шестакову Архипу Андреевичу присвоено звание Героя Советского Союза с вручением ордена Ленина и медали «Золотая Звезда» (№ 3854).
С 1946 года лейтенант А. А. Шестаков — в запасе. В 1952 году окончил Ленинградское высшее инженерное морское училище (ныне — Государственная морская академия) имени адмирала С. О. Макарова. С 1959 года жил в Ленинграде (ныне — Санкт-Петербург), работал в Ленинградском речном училище (ныне — Колледж инновационных технологий специалистов флота).
Скончался 16 февраля 1989 года. Похоронен в колумбарии крематория в Санкт-Петербурге.

## Награды и память
Награждён орденами Ленина (22.07.1944), Отечественной войны 1-й степени (11.03.1985), медалью «За отвагу», другими медалями.
В Архангельске в здании Арктического морского института имени В. И. Воронина установлен памятный стенд. В марте 2005 года, к празднованию 60-летнего юбилея со дня Победы, на родине Героя, в селе Лямца, состоялось торжественное открытие мемориальной доски на доме, в котором родился Архип Шестаков.